# Emotions (Brenda Lee)
| Recensione | Giudizio |
| ---------- | -------- |
| AllMusic   | [ 1 ]    |

Emotions è il quarto album di Brenda Lee, pubblicato dalla Decca Records nell'aprile del 1961. I brani del disco furono registrati al Bradley Film & Recording Studio di Nashville, Tennessee (Stati Uniti), nelle date indicate nella lista tracce.

## Tracce
Lato A
1. Emotions – 2:47 (Mel Tillis, Ramsey Kearney) – Registrato il 16 agosto 1960
2. Just Another Lie – 3:15 (Ernest Suarez) – Registrato il 9 gennaio 1961
3. If You Love Me (Really Love Me) – 2:36 (Édith Piaf, Geoffrey Parsons (testo inglese), Marguerite Monnot) – Registrato il 1º settembre 1960
4. Crazy Talk – 2:39 (Mel Tillis, Wayne Walker) – Registrato il 18 agosto 1960
5. When I Fall in Love – 2:57 (Edward Heyman, Victor Young) – Registrato il 9 gennaio 1961
6. Around the World – 2:20 (Harold Adamson, Victor Young) – Registrato l'8 gennaio 1961

Lato B
1. Swanee River Rock – 2:07 (Ray Charles, Stephen Foster) – Registrato il 1 settembre 1960
2. Will You Love Me Tomorrow – 2:50 (Gerry Goffin, Carole King) – Registrato il 9 gennaio 1961
3. I'm Learning About Love – 2:38 (Grady Martin, Louis Innis) – Registrato il 19 agosto 1960
4. Georgia on My Mind – 3:35 (Stuart Gorrell, Hoagy Carmichael) – Registrato l'8 gennaio 1961
5. Cry – 2:45 (Churchill Kohlman) – Registrato il 9 gennaio 1961
6. I'm in the Mood for Love – 2:47 (Dorothy Fields, Jimmy McHugh) – Registrato il 31 agosto 1960

## Musicisti
A1
- Brenda Lee - voce solista
- Hank Garland - chitarra
- Grady Martin - chitarra
- Floyd Cramer - pianoforte
- Harold Bradley - chitarra-basso
- Bob Moore - contrabbasso
- Buddy Harman - batteria

A2, A5, B2 e B5
- Brenda Lee - voce solista
- Hank Garland - chitarra
- Grady Martin - chitarra
- Floyd Cramer - pianoforte
- Boots Randolph - sassofono
- Sconosciuti - sezione strumenti ad arco
- Harold Bradley - chitarra-basso
- Bob Moore - contrabbasso
- Buddy Harman - batteria
- Anita Kerr Singers - accompagnamento vocale, cori

A3 e B1
- Brenda Lee - voce solista
- Hank Garland - chitarra
- Grady Martin - chitarra
- Floyd Cramer - pianoforte
- Boots Randolph - sassofono
- Sconosciuti - sezione strumenti ad arco
- Harold Bradley - chitarra-basso
- Bob Moore - contrabbasso
- Buddy Harman - batteria
- Anita Kerr Singers - accompagnamento vocale, cori

B3
- Brenda Lee - voce solista
- Hank Garland - chitarra
- Grady Martin - chitarra
- Floyd Cramer - pianoforte
- Harold Bradley - chitarra-basso
- Bob Moore - contrabbasso
- Buddy Harman - batteria

B4
- Brenda Lee - voce solista
- Hank Garland - chitarra
- Grady Martin - chitarra
- Floyd Cramer - pianoforte
- Boots Randolph - sassofono
- Sconosciuti - sezione strumenti ad arco
- Harold Bradley - chitarra-basso
- Bob Moore - contrabbasso
- Buddy Harman - batteria
- Sconosciuti - accompagnamento vocale, cori

B6
- Brenda Lee - voce solista
- Hank Garland - chitarra
- Grady Martin - chitarra
- Floyd Cramer - pianoforte
- Harold Bradley - chitarra-basso
- Bob Moore - contrabbasso
- Buddy Harman - batteria